# Exalphus zellibori
Exalphus zellibori là một loài bọ cánh cứng trong họ Cerambycidae.